# F. R. 大衛
埃利·羅伯特·菲圖西（法語：Elli Robert Fitoussi，1947年1月1日—）是一名法國男歌手，知名於1982年歌曲〈字詞〉。

## 事業
FR David出生突尼西亞布爾吉巴營的突尼斯猶太人家庭。在巴黎，大衛以羅伯特·菲圖西的身份開始了他的音樂生涯。他首次與法國車庫樂隊Les Trèfles合作演出。經過一次EP，他們變異成Les Boots，但商業上的成功很少。採用他的新藝名，他於1967年開始獨奏，並與Michel Colombier合作錄製了一些管弦樂流行心理，包括一個版本的 披頭士樂隊《永遠的草莓園》 ("Il Est Plus Facile")。他在Éric Charden創作的"Symphonie"和比知樂隊的"Sir Geoffrey Saved the World"的翻唱中獲得了小成功，但這種成功並沒有持續下去。然後，他與Sonopress & Carrer一起創建了 Aztec Records，並開始與Michael Haubrich一起製作，他們編寫並製作了幾個小組。第一個被稱為 Cockpit，其次是David Cast, Doc & Prohibition Group, Ragga, Alain Maria, Freddy Meyer和DD Daughterdydawn與Vangelis Papathanassiou。
在1970年代初期，大衛組建了前衛搖滾樂隊 David Explosion，但他們的一張專輯並不成功。 1970 年代初期，他是 Vangelis 的吉他手。與Vangelis一起，他還以他在1970年代早期的一些專輯中擔任主唱。大衛的聲音也出現在萬吉利斯1974年以“奧德賽”為名義的單曲《誰》中。大衛隨後加入了法國搖滾樂隊Les Variations，出現在他們的最後一張專輯“Café De Paris”（1975 年）中，這張專輯以早期搖滾迪斯科跨界作品《超人，超人》為特色。樂隊解散後，他再次獨唱。他的個人“商標”是他的太陽眼鏡和吉他（白色Fender Stratocaster）。
他最受認可的歌曲是1982年推出的《Words》，在全球售出800萬張唱片，1982年末在歐洲各個排行榜中名列前茅，並於1983年春季在 英國單曲榜上排名第二，超過了1960年代熱門製作人the Tremeloes的競爭對手版本，並繼續成為1983年英國第22暢銷單曲。這首歌出現在奧斯卡最佳影片提名影片《以你的名字呼喚我 (電影)|以你的名字呼喚我》中。這首歌是一首琅琅上口、略帶哀傷的合成器主導的中速民謠，以纖細、高亢的聲音演唱。
在1990年代，他從自己的音樂生涯中抽出時間，專注於為其他知名藝術家寫作和作曲。David於2000年發行了另一張專輯“Words – '99 Version'”，其中主要包含翻唱歌曲。2009年，他與其他音樂家合作發行了專輯《Numbers》，其中收錄了大衛本人最喜歡的歌曲。
2010年至2011年間，他舉行了52場音樂會的法國全國巡演。

## 唱片

### 專輯
| Title | Year | Peak positions | Peak positions |
| Title | Year | GER            | UK             |
| ----- | ---- | -------------- | -------------- |
| Words | 1982 | 13             | 46             |

- "Words" （1982年）
- "Long Distance Flight"（1984年）
- "Reflections"（1987年）
- "Voices of the Blue Planet"（1998年） (與Yoann Marine合作)
- "Words – '99 Version"（1999年）
- "The Wheel"（2006年）
- "Numbers"（2008年）
- "Midnight Drive"（2013年）

### 合輯
- "Rocker Blues"（1986年, 只在阿根廷發售）
- "Greatest Hits"（1991年）
- "Best Of F. R. David"（2000年）
- "Songbook"（2003年）

### 單曲
圖表
| Title               | Year | Peak positions | Peak positions | Peak positions | Peak positions | Peak positions | Peak positions | Peak positions | Album |
| Title               | Year | FRA            | AUS            | AUT            | GER            | UK             | US             | SWI            | Album |
| ------------------- | ---- | -------------- | -------------- | -------------- | -------------- | -------------- | -------------- | -------------- | ----- |
| "Words"             | 1982 | 2              | 12             | 1              | 1              | 2              | 62             | 1              | Words |
| "Pick Up the Phone" | 1983 |                |                |                | 26             |                |                |                | Words |
| "Music"             | 1983 |                |                |                |                | 71             |                |                | Words |
| "I Need You"        | 1983 |                |                |                | 33             |                |                |                |       |

列表
- "Je veux mourir un jour dans un monde d'amour" / "Bal joli bal" (1969年)
- "Le bonheur est un cerf-volant" / "Les rubis"（1969年）
- "Souviens toi du temps" / "Le ciel est rouge"（1972年）
- "Black Jack" / "Bouge, secoue-toi"（1981年）
- "Words" / "When The Sun Goes Down"（1982年）
- "I Need You" / "Porcelain Eyes"（1983年）
- "Pick Up The Phone" / "Someone to Love"（1983年）
- "Music" / "Givin' It Up（1983年）
- "Play a Little Game" / "Gotta Get a Move On"（1983年）
- "Gotta Get a Move On" / "Rock Fame"（1983年）
- "Sand Dunes" / "Play a Little Game"（1983年）
- "Long Distance Flight" / "This Time I Have to Win"（1984年）
- "Dream Away" / "Good Times"（1985年）
- "Sahara Night" / "Shooting Star（1986年）
- "Don't Go" / "Sing in My Life（1987年）
- "Words (1989 Remix)（1989年）
- "I'll Try to Love Again" / "Someone to Lead Me"（1992年）
- "Your Love Shines"（2018年）
- "Paris is Her Home"（2018年）

單曲（只在意大利發售）
- "Luisa Luisa" / "Calendario"（1969年）
- "Cuore non mente mai" / "Giusto, bene, brava" （1970年）
- "Marianna Marianna" / "Facci caso"（1973年）

## 其他唱片
Les Trèfles時期
- "Sont ils innocent?"（EP, 1965年）

with Les Boots
- "Laissez briller le soleil" / "Trop tard" / "Le cerf-volant" / "Demain"（EP，1966年）
- "Les gens sont méchants" / "Ali Baba" / "Vingt ans"　/　"Twen"（EP，1966年）
- "Tout Va Bien"（合輯，1997年）

Cockpit時期
- "Cockpit"（大碟，1971年）
- "Fifi" / "Father Machine"（單曲，1971年)
- "Bright Tomorrow" / "Lena, Lena"（單曲，1971年）
- "Mister Hardy" / "8 Days and a Wake Up"（單曲，1972年）

Les Variations時期
- "Café de Paris"（專輯，1975年）

King of Hearts時期
- "Close, but No Guitar"（專輯，1978年）